# Гольцовое (озеро, Архангельская область)
Гольцовое (Гольцово) — озеро в Архангельской области России, на Северном острове Новой Земли.
Площадь поверхности — 55,8 км². Площадь водосборного бассейна — 596 км².
Озеро Гольцовое расположено на низменности, протянувшейся от западного берега (Крестовая губа) к восточному (залив Медвежий). Образовано подпором воды грядами конечных морен горного ледника при его отступлении, в длину достигает 26 км. Из озера вытекает река Северная Крестовая, впадающая в Крестовую губу.
С севера к озеру спускаются ледники. Питание смешанное, с преобладанием ледникового. На берегах озера располагаются птичьи базары.

## Топографические карты
- Лист карты S-40-XV,XVI зал. Медвежий. Масштаб: 1 : 200 000. Указать дату выпуска/состояния местности.